# Japonesque
Japonesque (estilizado em maiúsculas) é o décimo álbum de estúdio da cantora japonesa Kumi Koda, lançado no dia 25 de janeiro de 2012. Foi o primeiro álbum de Kumi a ser lançado em quatro versões diferentes: CD, CD+DVD, CD+2DVD e CD+Goods. Esta última versão consiste em um box de tamanho B4, com o disco, um photobook de 32 páginas, além de outros bônus ainda não anunciados. Similarmente ao seu 6º álbum, foram filmados videoclipes para todas as músicas do álbum, com exceção da introdução e do interlúdio. O segundo DVD contém uma seleção das melhores performances ao vivo de Kumi e as propagandas de TV de seus nove álbuns passados. Ainda, a primeira tiragem da versão CD+2DVD vinha no formato digipack.
JAPONESQUE teve como singles: 4 TIMES, o 50º single de Kumi e seu segundo single 4 a-side, 愛を止めないで, que incluiu uma canção criada para dar força aos que sofreram com o terremoto no Japão acontecido mais recentemente naquele ano, e Love Me Back.

## Desempenho comercial
O álbum alcançou o topo da Oricon Albums Chart, permanecendo na parada por dezessete semanas.

## Faixas
| N.º | Título                                 | Letras | Música | Duração |  |
| 1.  | "Introduction ~JAPONESQUE~"            |        |        |         |  |
| 2.  | "So Nice feat. Mr.Blistah"             |        |        |         |  |
| 3.  | "Boom Boom Boys"                       |        |        |         |  |
| 4.  | "V.I.P. feat. T-Pain"                  |        |        |         |  |
| 5.  | "Slow feat. Omarion"                   |        |        |         |  |
| 6.  | "Brave"                                |        |        |         |  |
| 7.  | "Everyday"                             |        |        |         |  |
| 8.  | "IN THE AIR"                           |        |        |         |  |
| 9.  | "You are not alone (Acoustic Version)" |        |        |         |  |
| 10. | "Interlude ~JAPONESQUE~"               |        |        | 2       |  |
| 11. | "ESCALATE"                             |        |        |         |  |
| 12. | "Love Me Back"                         |        |        |         |  |
| 13. | "No Mans Land"                         |        |        |         |  |
| 14. | "愛を止めないで (Ai wo tomenaide)"     |        |        |         |  |
| 15. | "KO-SO-KO-SO"                          |        |        |         |  |
| 16. | "Lay Down"                             |        |        |         |  |
| 17. | "Love Technique"                       |        |        |         |  |
| 18. | "Poppin'love cocktail feat. TEEDA"     |        |        |         |  |
| 19. | "All For You"                          |        |        |         |  |